# Профі (фільм, 2025)
«Профі» (англ. A Working Man) — американський бойовик-трилер режисера Девіда Ейра за сценарієм Сильвестра Сталлоне, заснований на однойменному романі Чака Діксона 2014 року. У головних ролях: Джейсон Стейтем, Девід Гарбор, Майкл Пенья та Джейсон Флемінг.

## Синопсис
Левон Кейд, колишній морський піхотинець, живе простим життям будівельника, намагаючись частіше зустрічатись зі своєю малолітньою донькою. Дружина Левона покінчила життя самогубством, а її батько відкрито ненавидить Левона і намагається повністю відібрати в нього онуку. На жаль, Левону доводиться застосувати свої старі навички, коли хтось із його нового робочого життя зникає.

## Акторський склад
| Актор               | Роль           |
| ------------------- | -------------- |
| Джейсон Стейтем     | Левон Кейд     |
| Девід Гарбор        | Ганні Лефферті |
| Майкл Пенья         | Джо Гарсія     |
| Джейсон Флемінг     | Воло Колісник  |
| Ноемі Гонзалез      | Карла Гарсія   |
| Еммет Сканлан       | Вайпер         |
| Максимиліан Осінскі | Дімі Колісник  |

## Виробництво
Сильвестр Сталлоне спочатку розробляв екранізацію роману Чака Діксона «Торгівля Левона» як телесеріал для Black Bear International. Проєкт перетворився на фільм, який був виставлений на продаж на Американському кіноринку 2023 року, де вперше було оголошено, що режисером фільму буде Девід Еєр, а головну роль зіграє Джейсон Стейтем. У січні 2024 року Amazon MGM Studios придбала права на прокат фільму в кінотеатрах США та деяких міжнародних стрімінгових сервісах у Black Bear International, яка продала фільм незалежним дистриб'юторам в інших країнах.
У квітні 2024 року Девід Гарбор, Майкл Пенья, Джейсон Флемінг, Аріанна Рівас, Ноемі Гонсалес, Еммет Дж. Скенлан, Єва Мауро, Максиміліан Осінскі, Крістіна Полі, Андрей Камінські та Айла Гі приєдналися до акторського складу.
Основні зйомки розпочалися у квітні 2024 року в Лондоні.

## Випуск
Реліз у Сполучених Штатах спочатку був запланований на 17 січня 2025 року. Пізніше прем'єру перенесли на 28 березня того ж року.